# فرودگاه هامبورگ فینکن‌وردر
فرودگاه هامبورگ فینکن‌وردر (به انگلیسی: Hamburg Finkenwerder Airport) یک فرودگاه خصوصی با کد یاتا XFW است که یک باند فرود بتن و آسفالت دارد و طول باند آن ۳۲۷۳ متر است. این فرودگاه در شهر هامبورگ کشور آلمان قرار دارد و در ارتفاع ۷ متری از سطح دریا واقع شده‌است.